# Berlin-Angermünde-Berlin
Berlin–Angermünde–Berlin est une course cycliste d'un jour est-allemande organisée de 1910 jusqu'en 1990.

## Histoire
La course se tient généralement en avril est l'une des classiques allemandes de début de saison.
La 1re édition de Berlin–Angermünde–Berlin se tient probablement en 1910. En 1950, le journal Neues Deutschland publie un article parlant de cette course et présentant le parcours. Cette année-là, le tracé passait par Bernau, Biesenthal,Eberswalde, Tornow, Hohenfinow, Falkenberg, Bad Freienwalde, Schiffmühle, Neuenhagen et Oderberg avant de revenir à Angermünde. C'est également à partir de cette année que l'on détient les résultats de la course. La compétition n'a pas lieu en 1962 et en 1987, la première fois à cause de la crise de Berlin et la multiplication d'une maladie intestinale qui touche Berlin et le district de Francfort-sur-l'Oder. La seconde fois à cause de l'état trop mauvais des routes.
Bien que la compétition soit une course régionale, à plusieurs reprises, on y a vu des cyclistes cubains (en 1967), polonais (en 1969) et néerlandais (en 1990) y participer.

## Palmarès

### Vainqueurs
| Année | Vainqueur            | Équipe                    | Distance du parcours |
| ----- | -------------------- | ------------------------- | -------------------- |
| 1949  | Kurt Plitt           | -                         | 155 km               |
| 1950  | Horst Rauschenberger | Spandauer RV 91           | 206 km               |
| 1951  | Rudi Fensl           | -                         | 151 km               |
| 1952  | Rudi Kirchhoff       | -                         | 158 km               |
| 1953  | Horst Gaede          | -                         | 155 km               |
| 1954  | Bernhard Trefflich   | -                         | 155 km               |
| 1955  | Werner Malitz        | SC Einheit Berlin (de)    | 152 km               |
| 1956  | Roland Hennig        | SC DHfK Leipzig           | 152 km               |
| 1957  | Heinz Wahl           | SC Einheit Berlin (de)    | 152 km               |
| 1958  | Georg Stoltze        | SC Einheit Berlin (de)    | 152 km               |
| 1959  | Günter Schumann      | SC Wismut Karl-Marx-Stadt | 152 km               |
| 1960  | Rolf Töpfer          | SC DHfK Leipzig           | 152 km               |
| 1961  | Dieter Ruthenberg    | SC Dynamo Berlin          | 152 km               |
| 1962  | édition annulée      | édition annulée           | édition annulée      |
| 1963  | Lothar Höhne         | ASK Leipzig               | 152 km               |
| 1964  | Rainer Marks         | SC DHfK Leipzig           | 157 km               |
| 1965  | Günter Hoffmann      | ASK Leipzig               | 152 km               |
| 1966  | Erhard Hancke        | SC DHfK Leipzig           | 168 km               |
| 1967  | Heinz Richter        | SC Dynamo Berlin          | 210 km               |
| 1968  | Norbert Wiechmann    | SC Dynamo Berlin          | 210 km               |
| 1969  | Lothar Appler        | BSG Post Berlin (de)      | 240 km               |
| 1970  | Axel Peschel         | SC Dynamo Berlin          | 115 km               |

### Note
1. ↑  Des documents du musée du cyclisme de Zossen du journaliste sportif Werner Ruttkus attestent qu'une édition a eu lieu en 1910.